# François Vergucht
François Vergucht was een  roeier uit België en was lid van de Club Nautique de Gand. Hij nam eenmaal deel aan de Olympische Spelen en won hierbij een zilveren medaille.

## Loopbaan
Vergucht werd als onderdeel van de acht met stuurman van de Club Nautique de Gand driemaal Europees kampioen. Hij nam deel aan de Olympische Spelen van 1908 in Londen als onderdeel van de acht met stuurman van zijn club. Hij behaalde een zilveren medaille. Hij won met de Gentse acht ook twee keer de Grand Challenge Cup op de Henley Royal Regatta.

## Palmares

### acht
- 1906:  BK
- 1906:  EK in Pallanza
- 1907:  BK
- 1907:  EK in Straatsburg/Kehl
- 1908:  BK
- 1908:  EK in Luzern
- 1908:  OS in Londen